# Pittsburgh Power
I Pittsburgh Power sono una squadra della Arena Football League con sede a Pittsburgh, Pennsylvania. la squadra disputa le sue partite casalinghe al Consol Energy Center. I colori della franchigia, nero e oro, sono gli stessi delle altre organizzazioni professionistiche presenti nella città, i Pittsburgh Penguins della NHL, i Pittsburgh Steelers della NFL e i Pittsburgh Pirates della MLB.

## Storia
I Power furono fondati nel 2010 e disputarono la loro prima stagione nella Arena Football League nel 2011 arrivando secondi nella propria division ma non riuscendo a qualificarsi per i playoff. L'anno successivo terminarono con un record di 5 vittorie e 13 sconfitti, che li pose all'ultimo posto nella East Division.

## Stagioni
| Anno             | Squadra | Conference | Division | Stagione regolare | Stagione regolare | Stagione regolare | Playoff                       |                               |
| Anno             | Squadra | Conference | Division | Pos.              | V                 | S                 | Playoff                       |                               |
| ---------------- | ------- | ---------- | -------- | ----------------- | ----------------- | ----------------- | ----------------------------- | ----------------------------- |
| Pittsburgh Power |         |            |          |                   |                   |                   |                               |                               |
| 2011             | AFL     | American   | East     | 2a                | 9                 | 9                 |                               |                               |
| 2012             | AFL     | American   | East     | 4a                | 5                 | 13                |                               |                               |
| Totale           | Totale  | Totale     | Totale   | Totale            | 14                | 22                | (solo stagione regolare)      | (solo stagione regolare)      |
| Totale           | Totale  | Totale     | Totale   | Totale            | 0                 | 0                 | (solo playoff)                | (solo playoff)                |
| Totale           | Totale  | Totale     | Totale   | Totale            | 14                | 22                | (stagione regolare e playoff) | (stagione regolare e playoff) |